# Bee Gees Best (Polydor)
Az Bee Gees Best című lemez a Bee Gees dalainak a Polydor kiadó válogatáslemeze, túlnyomórészt a Bee Gees First és a Horizontal nagylemezről.

## Az album dalai
1. Massachusetts (Barry, Robin és Maurice Gibb) – 2:28
2. And The Sun Will Shine (Barry, Robin és Maurice Gibb) – 3:35
3. Cucumber Castle (Barry és Robin Gibb) – 2:05
4. Really and Sincerely (Barry, Robin és Maurice Gibb) – 3:30
5. In My Own Time (Barry és Robin Gibb) – 2:15
6. Craise Finton Kirk (Barry és Robin Gibb) – 2:20
7. Horizontal (Barry, Robin és Maurice Gibb) – 3:34
8. Words (Barry, Robin és Maurice Gibb) – 3:18
9. Turn of the Century (Barry és Robin Gibb) – 2:21
10. I Close My Eyes (Barry, Robin és Maurice Gibb) – 2:22
11. Red Chair Fed Away (Barry és Robin Gibb) – 2:17
12. With the Sun in My Eyes (Barry, Robin és Maurice Gibb) – 2:40
13. Every Christian Lion Hearted Man… (Barry, Robin és Maurice Gibb) – 3:41
14. World (Barry, Robin és Maurice Gibb) – 3:14

## Közreműködők
- Bee Gees